# Station Baldock
Baldock is een station van National Rail in Baldock, North Hertfordshire in Engeland. Het station is eigendom van Network Rail en wordt beheerd door Govia Thameslink Railway. Het station is geopend in 1850. 